# Данічкін Олександр Володимирович
Олександр Володимирович Данічкін (нар. 11 лютого 1916, Юзівка — пом. 28 березня 1986, Тернопіль) — український радянський балетмейстер, хореограф, артист балету. Заслужений артист УРСР (1971).

## Життєпис
Народився 11 лютого 1916 в м. Юзівка, нині Донецьк, у бідній сім'ї. Талант балетмейстера розвивав у собі сам.
Помер 28 березня 1986. Похований в Тернополі.

## Творча діяльність
1938—1945 — артист балету Ансамблю пісні і танцю Київського особливого військового округу.

1945—1957 — артист балету Шахтарського ансамблю пісні і танцю (м. Донецьк).

1957—1964 — хореограф ансамблю «Подолянка», народного аматорського ансамблю народного танцю «Веселка» (Хмельницька обласна філармонія).

1964—1985 — хореограф Ансамблю фольклорного танцю «Надзбручанка» (Тернопільська обласна філармонія). 

1966—1977 — під час етнографічної експедиції селами Тернопільщини записав фольклорні танців, які опрацював і поставив ориґінальні хореографічні картини: «Вихиляс», «Каперуш», «Кивун», «Подільське весілля», «Трусинець», «Обжинки», «Швець», «Чабани» та інші.

Балетмейстер гастролює із Ансамблем фольклорного танцю «Надзбручанка» містами України та усіх республік колишнього СРСР. У 1973 та 1977 виступали в Болгарії, а в кінці 1980-их в Канаді та США.

Більшість постановок залишилося в репертуарі Ансамблю «Надзбручанка».
У 1971 — йому присуджено звання Заслужений артист УРСР.

## Згадки про особистість
Анатолій Баньковський, керівник оркестру «Надзбручанка», заступник декана факультету мистецтв Тернопільського національного педуніверситету ім. В. Гнатюка згадує:

| Олександр Данічкін прагнув, аби постановки були змістовними, працював, як кажуть танцювальники, на повну ногу |